# Rodzina Karola IV
Rodzina Karola IV (hiszp. La familia de Carlos IV) – zbiorowy portret olejny namalowany przez hiszpańskiego malarza Francisca Goyę przedstawiający króla Karola IV Burbona z najbliższą rodziną. Obecnie znajduje się w zbiorach Muzeum Prado w Madrycie.
W obliczu wydarzeń rewolucji francuskiej i ich konsekwencji dla ustroju monarchicznego, królewska para zamówiła portret mający świadczyć o sile i trwałości hiszpańskiej dynastii Burbonów. Goya rozpoczął pracę nad szkicami przygotowawczymi do tego dzieła wiosną 1800 roku. Z dziesięciu wykonanych szkiców zachowało się pięć, które są przechowywane w zbiorach Prado. Ostateczna wersja portretu przedstawiająca 14 postaci została namalowana w okresie między czerwcem 1800 a grudniem 1801 roku, kiedy obraz przedstawiono królowi.
Dzieło łączy w sobie różnorodne doświadczenia nabyte przez Goyę podczas wieloletniej pracy portrecisty. Jest to także jedna z jego najbardziej złożonych kompozycji, której najistotniejszymi poprzednikami są dwa grupowe portrety królewskie: Rodzina Filipa V Louisa-Michela van Loo (1743) i Panny dworskie Velázqueza (1656), a także zaginione dzieło Jacopa Amigoniego Ferdynand VI i Barbara Braganza ze swoim dworem. Istotnymi walorami obrazu są: użycie światła, redukcja przestrzennych punktów odniesienia i subtelne przedstawianie osobowości, które podkreśla zdolność artysty do psychologicznej analizy portretowanych postaci.

## Okoliczności powstania
Od 1789 roku Goya zajmował stanowisko nadwornego malarza króla Karola IV. Pracując na dworze (również za panowania Karola III) niejednokrotnie miał okazję malować królów, ale zawsze były to portrety indywidualne, nie grupowe. Wiosną 1800 roku, kilka miesięcy po tym, kiedy otrzymał oficjalne stanowisko na dworze, zlecono mu wykonanie dużego, zbiorowego portretu rodziny królewskiej. Najprawdopodobniej Goya został polecony królewskiej parze przez Manuela Godoya, pierwszego ministra króla i domniemanego faworyta królowej. Godoy był miłośnikiem sztuki i szczególnie cenił prace Goi. Dzięki zachowanej do naszych czasów korespondencji królowej Marii Ludwiki Parmeńskiej z Godoyem, można szczegółowo poznać proces powstawania tego portretu.
Goya zaczął pracować nad obrazem w maju 1800 roku, kiedy rodzina królewska wypoczywała w Pałacu w Aranjuez, jednej z rezydencji Burbonów. Między majem a lipcem artysta wykonał szkice przygotowawcze w postaci olejnych portretów przedstawiających każdego z członków rodziny królewskiej. Na życzenie królowej Goya portretował każdego z osobna, dzięki czemu monarchowie uniknęli długich i nużących godzin pozowania w grupie.
Praca nad właściwym portretem trwała między czerwcem 1800 a grudniem 1801 roku, kiedy obraz został przedstawiony królowi.
Historycy sztuki uważają, że portret nie wywołał entuzjazmu rodziny królewskiej, która spodziewała się bardziej efektownego dzieła, w stylu Rodziny Filipa V, autorstwa Van Loo. Mimo to, obraz nie został źle odebrany – Karol IV wyrażał się o nim ogólnikowo jako portrecie „wszystkich razem”. Wydaje się, że bohaterowie obrazu odnaleźli na nim swoje wierne podobizny, z których mogli być zadowoleni. Te wizerunki, podobnie jak wiele innych portretów Goi, odznaczają się szczególną szczerością i realizmem, gdyż malarz starał się nadać postaciom żywy i jednocześnie godny wygląd. Porównując wygląd postaci z portretu zbiorowego z innymi ich portretami z tego samego okresu można stwierdzić, że Goya okazał się obiektywny wobec członków rodziny królewskiej. Mimo to, w przeszłości często uważano ten portret za krytykę monarchii uzyskaną poprzez karykaturę i aluzje do mieszczańskiego (a nie królewskiego) wyglądu postaci. Goya jednak nie ośmieliłby się wyśmiewać swoich władców i najważniejszych pracodawców, gdyż niewątpliwie oznaczałoby to koniec jego kariery.

### Szkice przygotowawcze
Z dziesięciu szkiców wykonanych przez Goyę w Aranjuez zachowało się jedynie pięć oryginałów (w zbiorach Prado: Infantka Maria Józefa, Infant Karol Maria Izydor, Infant Franciszek de Paula Burbon, Infant Antoni Burbon i Ludwik I Parmeński) oraz kilka kopii wykonanych przez Augustina Esteve znajdujących się w różnych muzeach i prywatnych kolekcjach (m.in. Infantka Maria Ludwika Burbon w Metropolitan Museum of Art w Nowym Jorku). Szkic Ferdynand, książę Asturii dawniej uważany za kopię, obecnie jest uznawany za oryginał uzupełniony owalną ramą i wykończony przez innego malarza. Wszystkie szkice charakteryzuje widoczny czerwonawy podkład. Fizjonomia postaci jest oddana z jeszcze większą precyzją niż na ostatecznym obrazie, widać, że szkice posłużyły artyście do wnikliwej analizy twarzy portretowanych. Szkice zostały przedstawione rodzinie królewskiej i zaakceptowane. Możliwe, że powstał także szkic przygotowawczy ostatecznego dzieła, który się nie zachował.

Szkice przygotowawcze
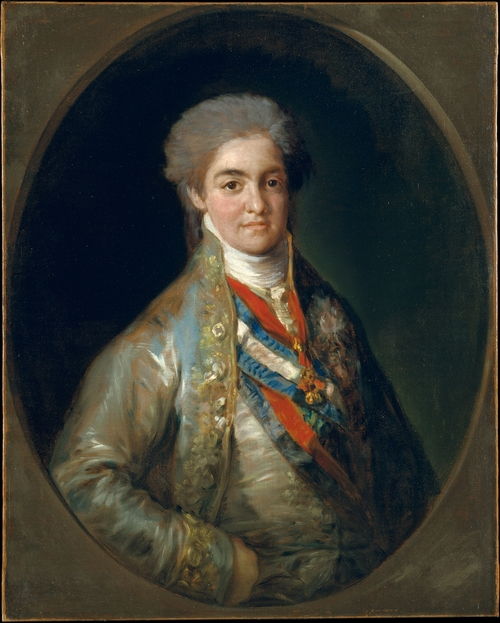
Ferdynand, książę Asturii
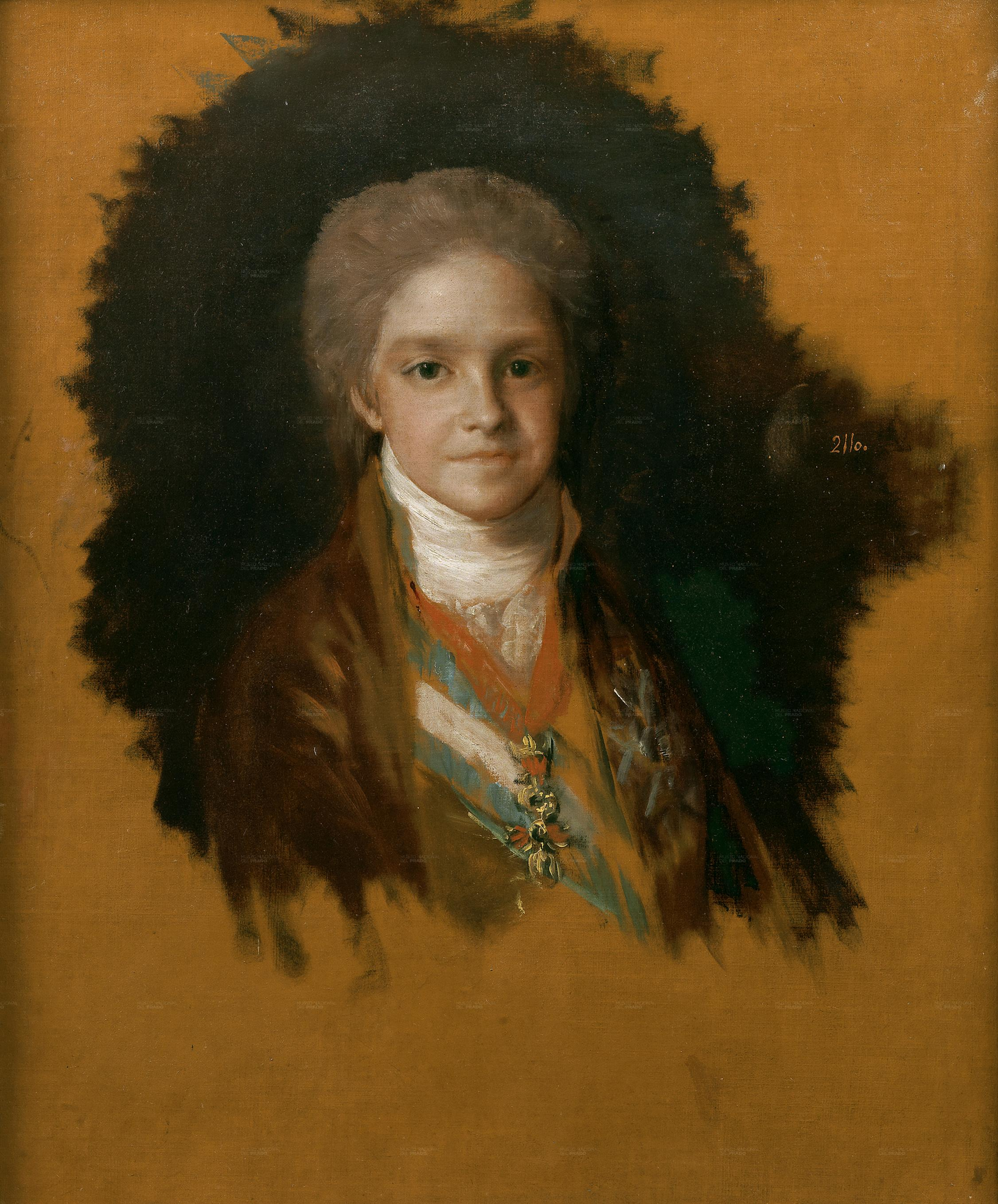
Infant Karol Maria Izydor
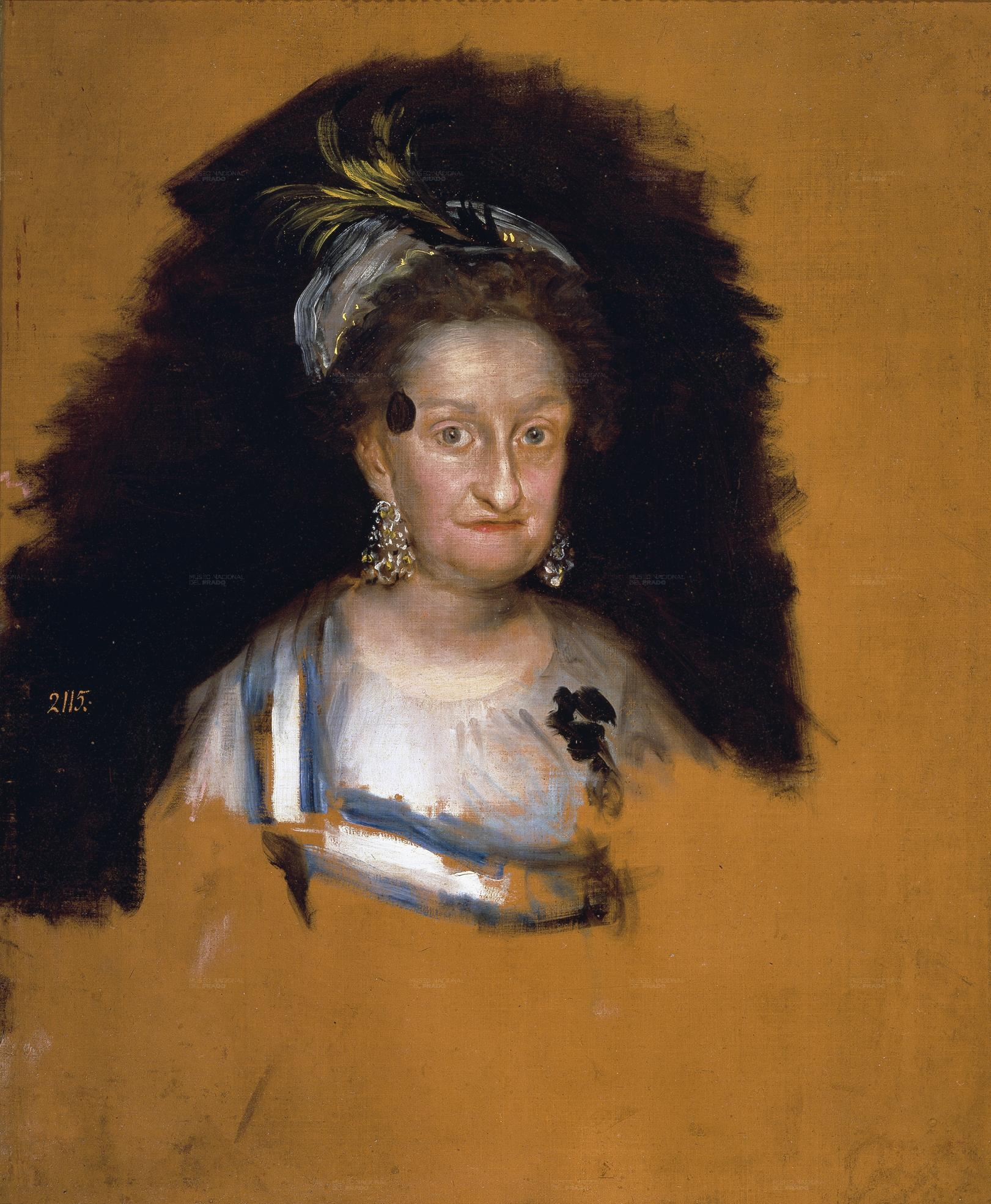
Infantka Maria Józefa
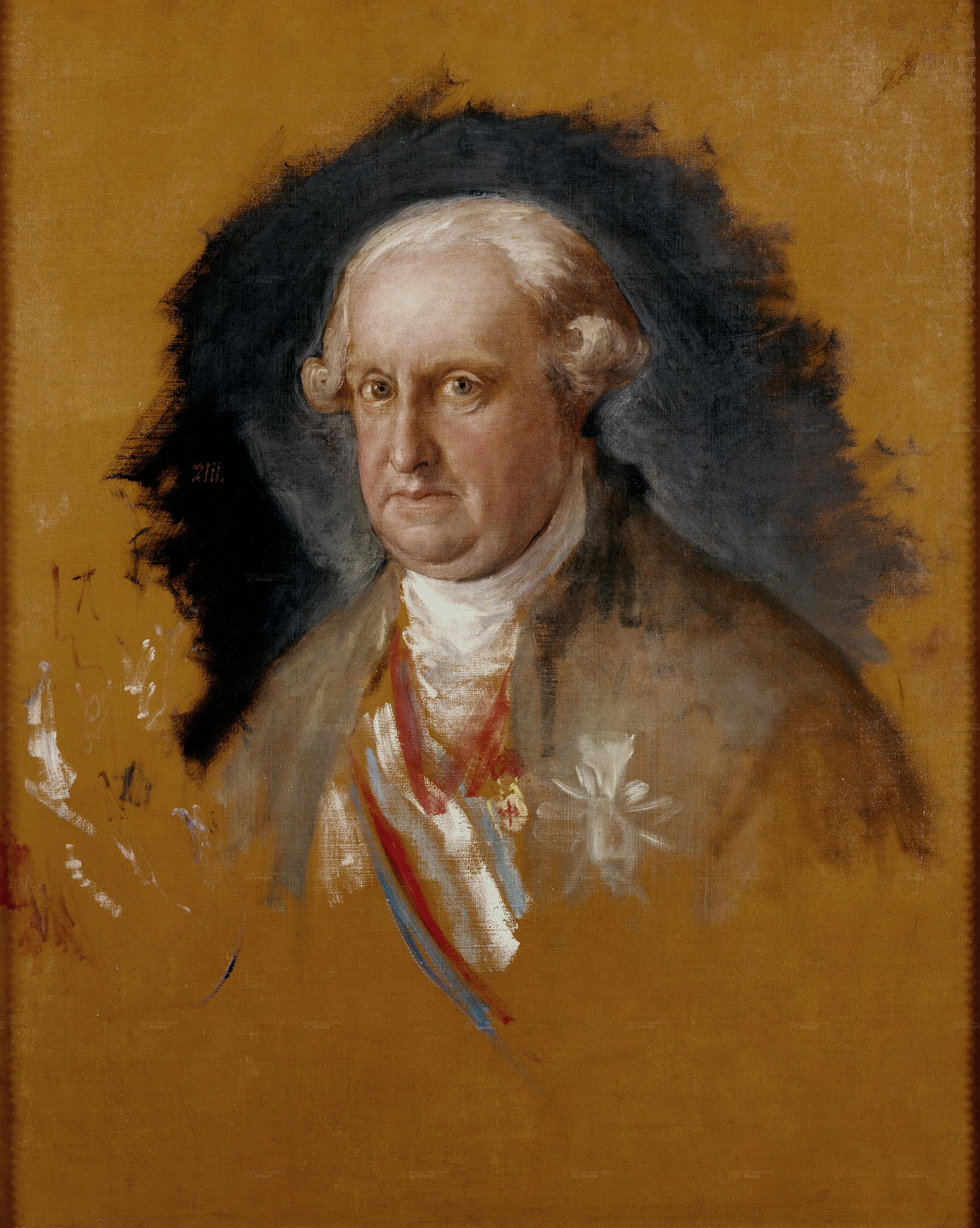
Infant Antoni Burbon
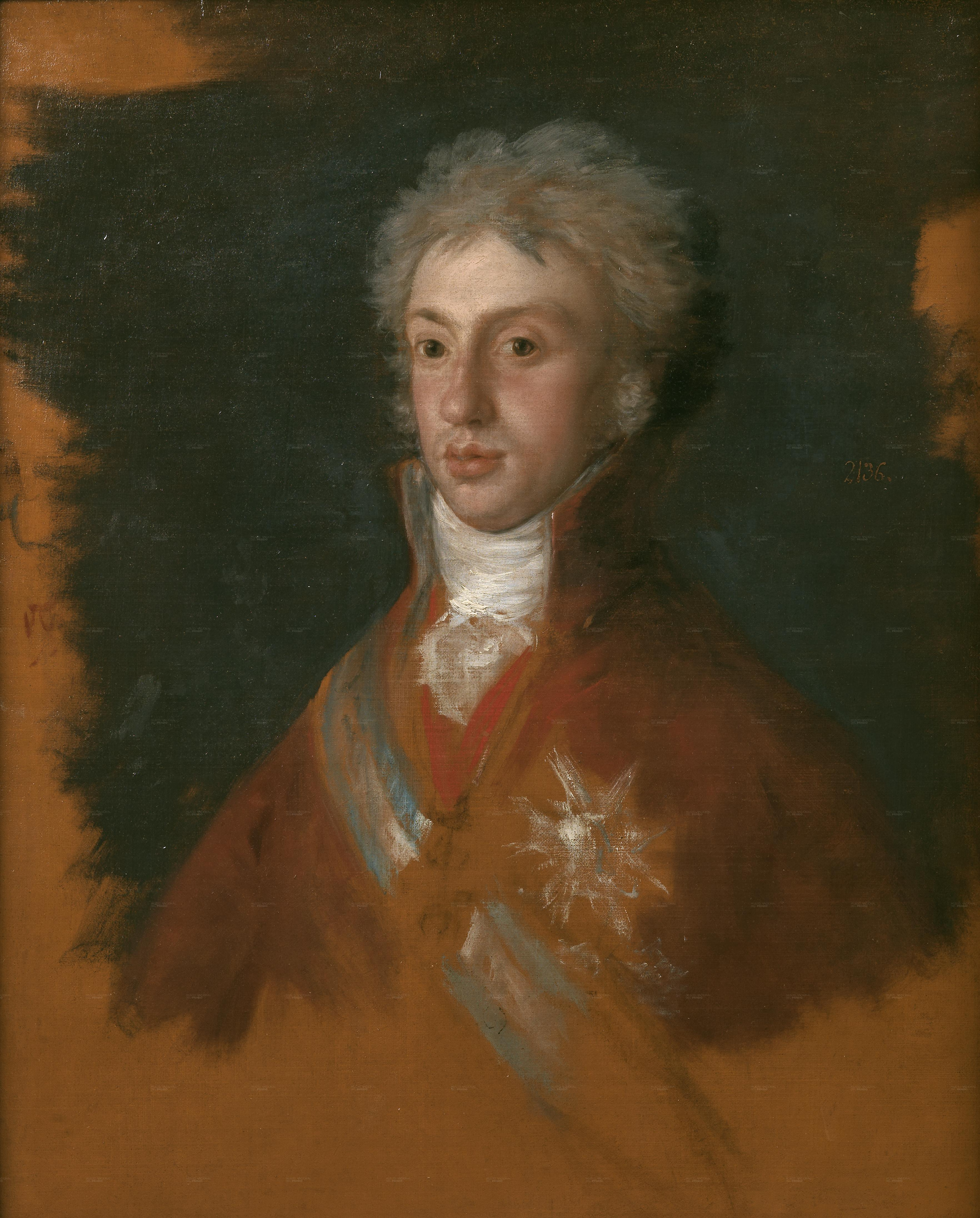
Ludwik I Parmeński
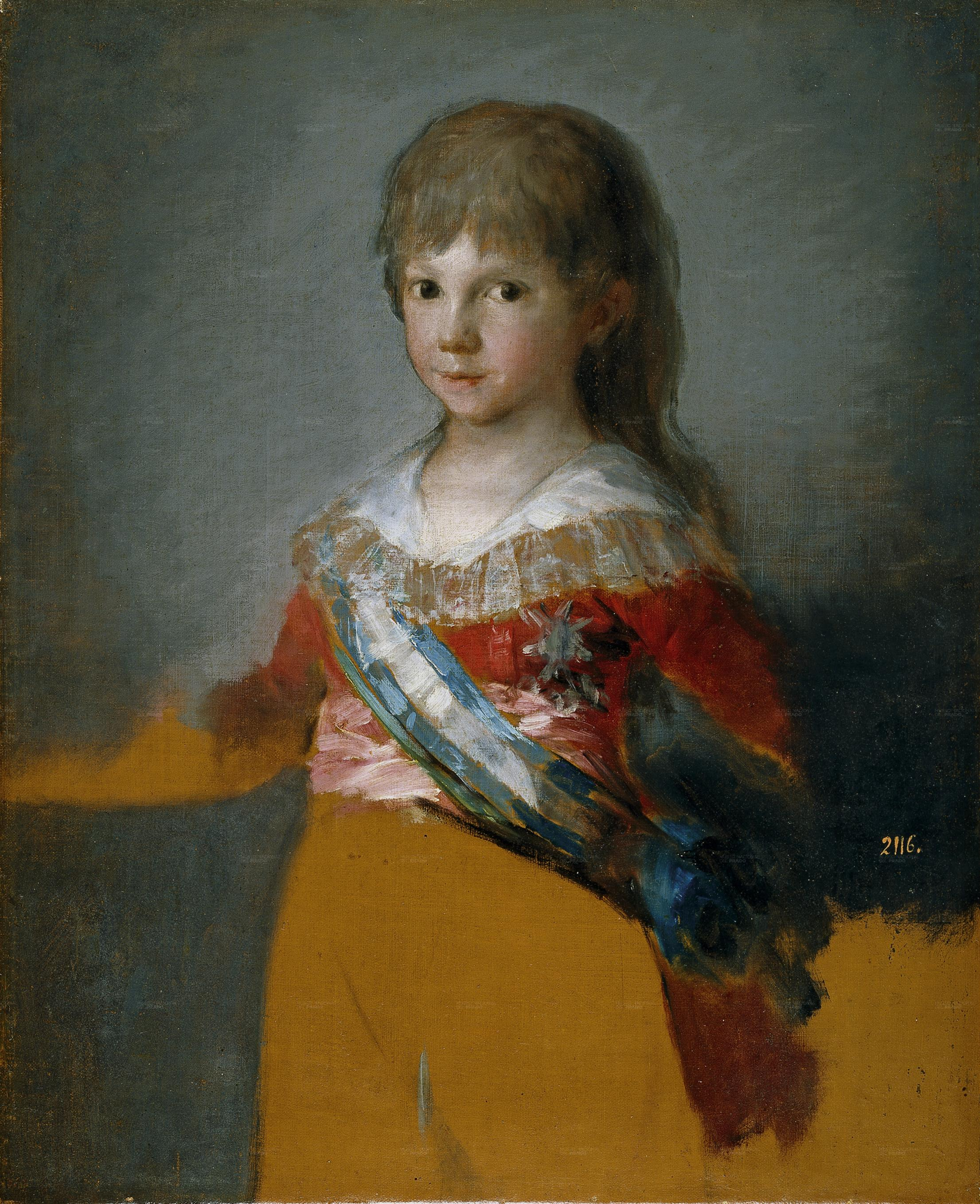
Infant Franciszek de Paula Burbon

### Przedstawione postacie

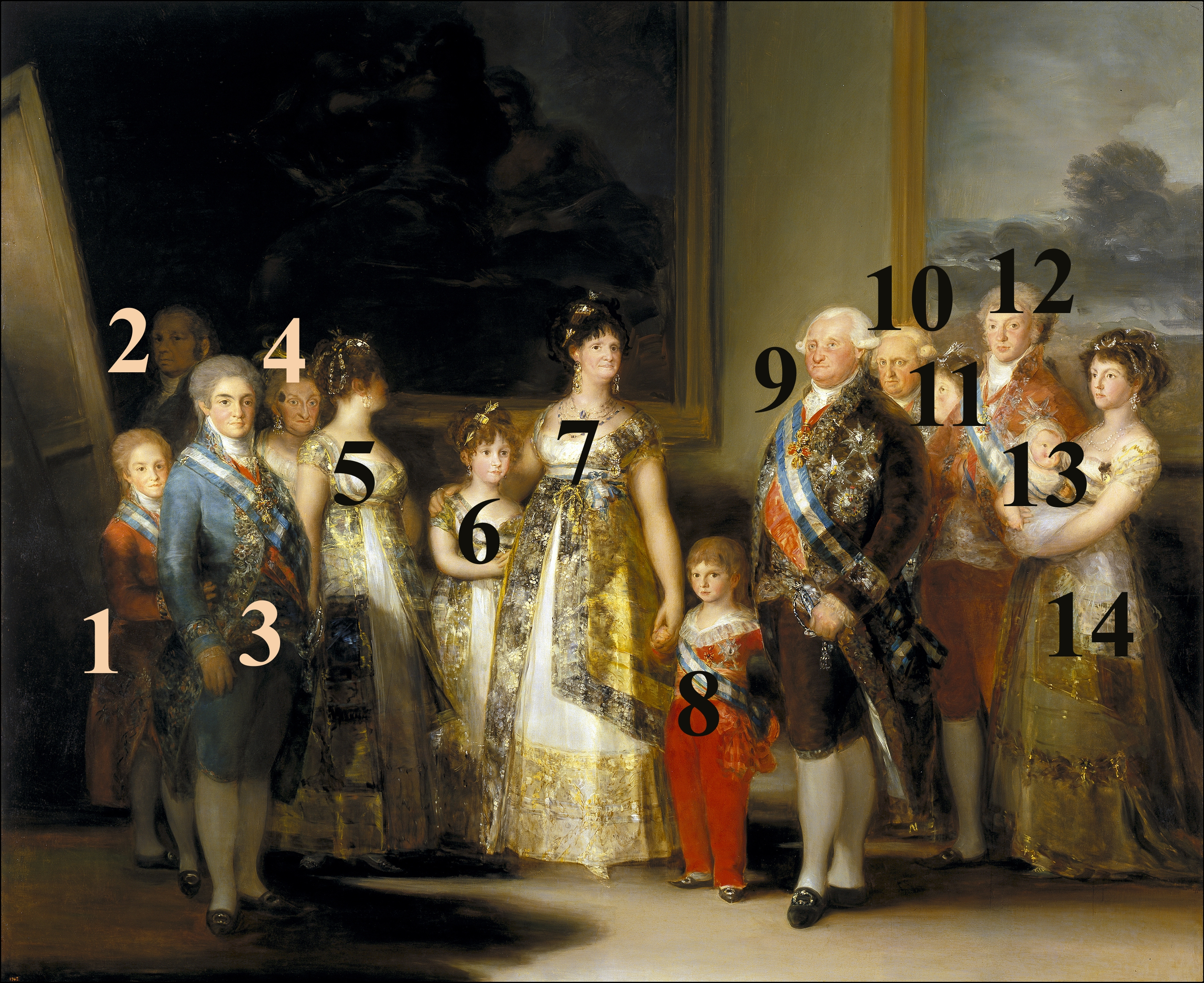

Większość postaci przedstawionych przez Goyę pozowała mu do obrazu osobiście podczas pobytu malarza w Aranjuez, a następnie w Pałacu Królewskim w Madrycie. Zaczynając od lewej strony, na obrazie (oprócz samego artysty za sztalugami [2]) widnieją:
- [1] infant Karol Maria Izydor, hrabia Molina (1788–1855), drugi syn[a] Marii Ludwiki i Karola IV, pretendując do tronu wywołał wojny karlistowskie,
- [3] infant Ferdynand (1784–1833), najstarszy syn Marii Ludwiki i Karola IV, przyszły król Hiszpanii,
- [4] infantka Maria Józefa (1744–1801), siostra Karola IV,
- [5] młoda kobieta, której twarzy nie widać to wyobrażenie przyszłej małżonki Ferdynanda[b],
- [6] infantka Maria Izabela (1789–1848), trzecia córka Marii Ludwiki i Karola IV, przyszła królowa Sycylii,
- [7] królowa Maria Ludwika Burbon-Parmeńska (1751–1819),
- [8] infant Franciszek de Paula (1794–1848), najmłodszy syn Marii Ludwiki i Karola IV,
- [9] król Karol IV (1748–1819),
- [10] infant Antoni Burbon (1755–1817), brat Karola IV i wdowiec po jego córce Marii Amalii,
- [11] infantka Karolina Joachima (1775–1830), najstarsza córka Marii Ludwiki i Karola IV, królowa Portugalii lub jej siostra infantka Maria Amalia (1779-1798),
- [12] książę Ludwik Parmeński (1773–1803), kuzyn Karola IV, bratanek Marii Ludwiki, ich zięć,
- [14] infantka Maria Ludwika (1782–1824), druga córka Marii Ludwiki i Karola IV, przyszła królowa Etrurii jako żona Ludwika Parmeńskiego,
- [13] dziecko w ramionach infantki Marii Ludwiki – Karol Ludwik (1799–1883), przyszły książę Parmy.

## Analiza

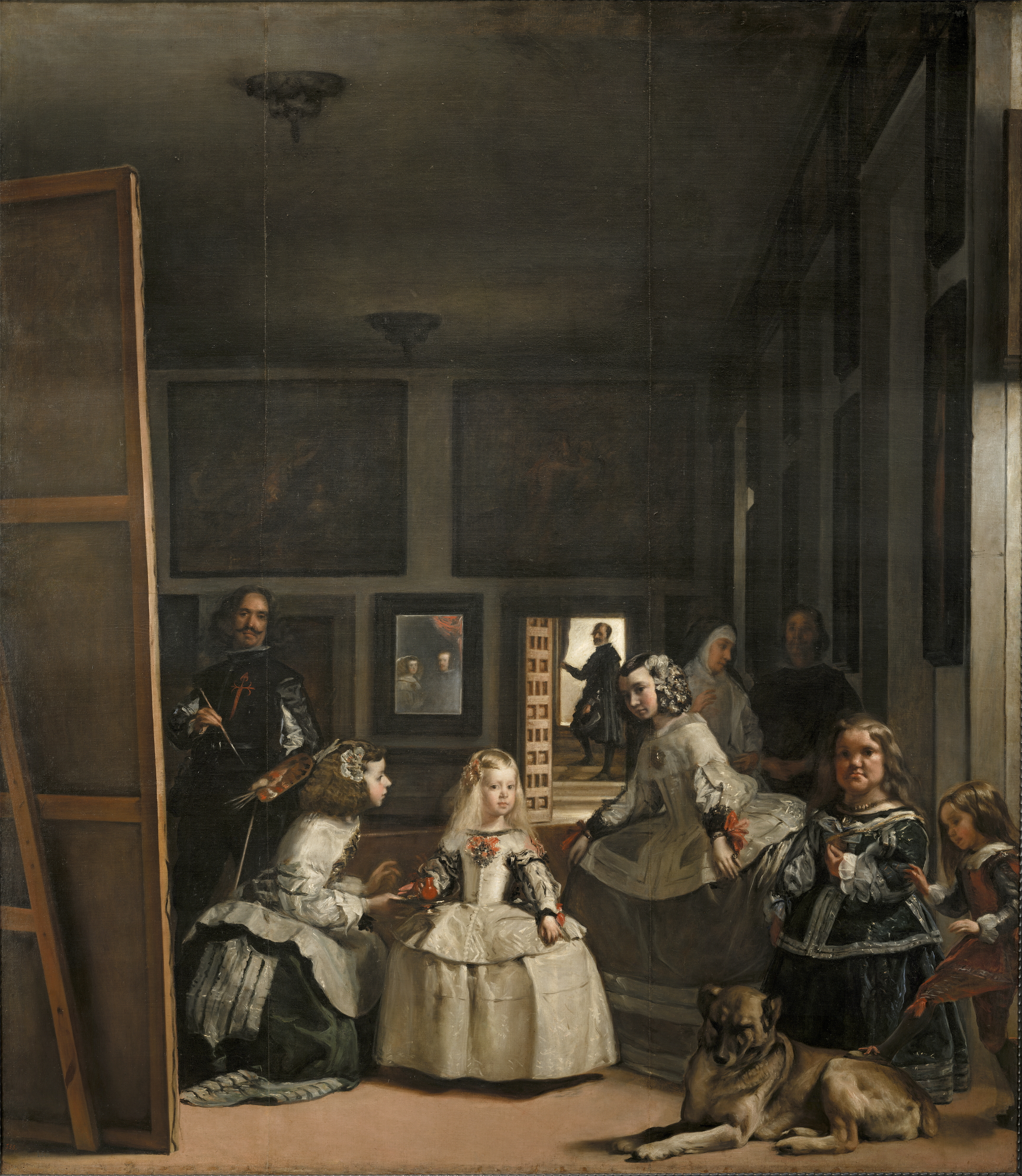
Panny dworskie (1656), dzieło Velázqueza, do którego nawiązuje Goya

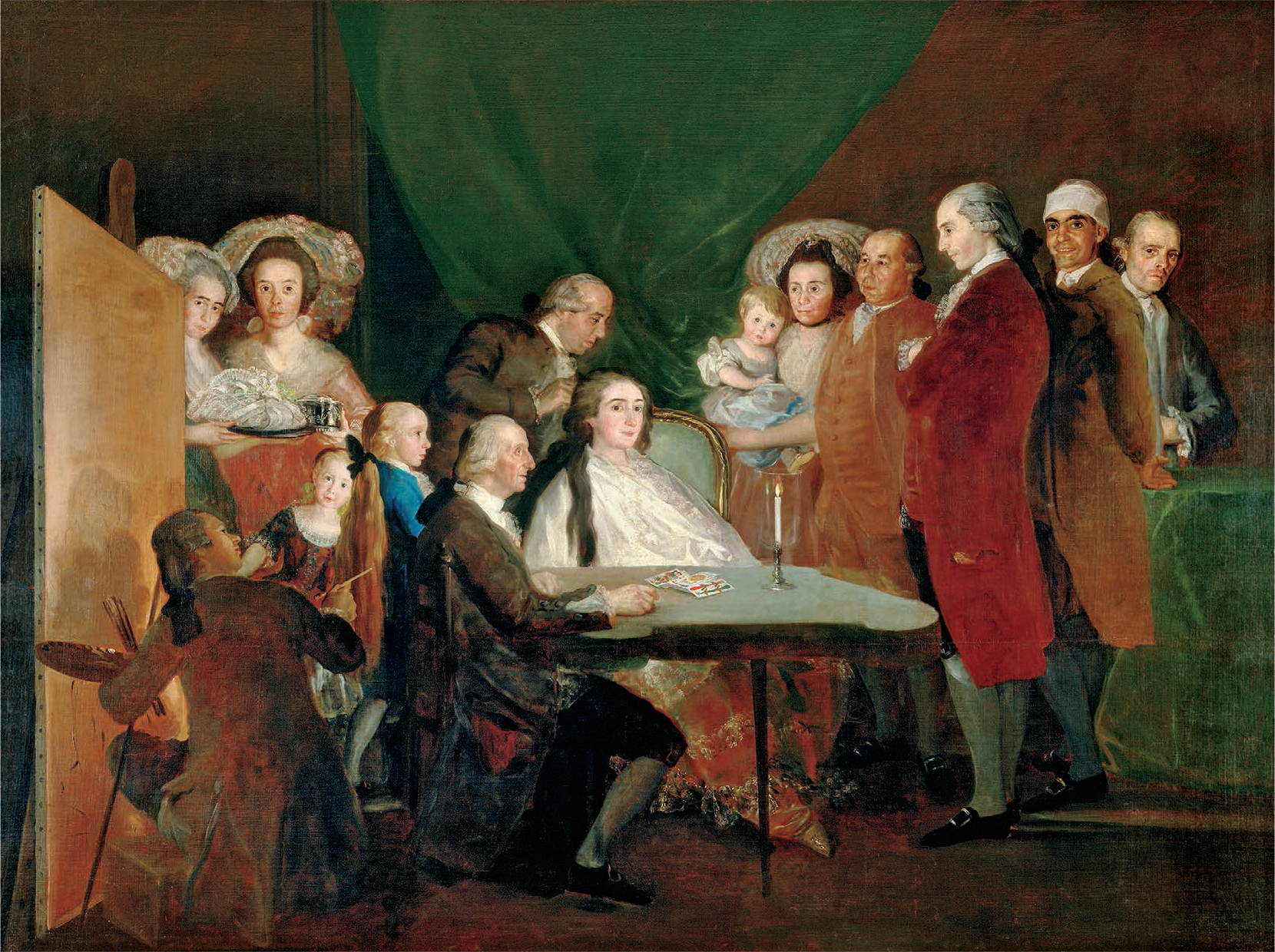
Rodzina infanta don Luisa (1784), pierwszy portret zbiorowy wykonany przez Goyę, na którym również umieścił samego siebie za sztalugami

Kilka lat przed powstaniem obrazu w czasie rewolucji francuskiej król Ludwik XVI Burbon został zgilotynowany w Paryżu. Dynastia francuskich Burbonów stanęła przed realnym zagrożeniem, którego cień padał również na blisko spokrewnionych monarchów w Madrycie. Portret wykonany przez Goyę stał się manifestem kondycji hiszpańskiej monarchii. Goya przedstawia ród hiszpańskich Burbonów jako silną i liczną rodzinę, której potomkowie mają zapewnić przedłużenie rodu i władzy. Możliwe, że takie przesłanie zostało narzucone przez Karola IV, zwłaszcza że obraz powstał tuż przed przyjazdem do stolicy nowego francuskiego ambasadora Lucjana Bonaparte, brata Napoleona.
Nie jest to jednak typowe przedstawienie monarchów, gdyż na obrazie brakuje symboli władzy takich jak korona czy herb, które pojawiają się u Van Loo. Brak też odniesienia do „władzy nadanej z Bożej łaski”, którą na obrazie Jacopa Amigoniego symbolizował górujący nad postaciami anioł. Goya nie zastosował także motywu Van Loo, który przedstawił rodzinę Filipa V w pompatyczny sposób na tle szkarłatnych tkanin przypominających baldachim. Gesty przedstawionych postaci zdradzają ludzkie cechy typowe dla rodzinnych relacji i atmosfery: infantka Maria Ludwika trzyma rumiane niemowlę blisko piersi przywołując na myśl karmienie, a młody infant Karol obejmuje starszego brata, za którym nieśmiało się chowa.
Nawiązując do Velázqueza, Goya umieścił na obrazie siebie samego jako malarza w służbie monarchii. Nie wykonał szkicu przygotowawczego własnej twarzy; wzorował się na swoim niedawnym Autoportrecie w okularach. Wcześniej zastosował ten zabieg malując swój pierwszy zbiorowy portret pt. Rodzina infanta don Luisa, na którym również pojawia się w trakcie pracy. Przedstawił na nim infanta Ludwika Antoniego otoczonego przez rodzinę, służbę i gości. Oryginalna kompozycja miała nieformalny charakter – zamiast oficjalnego portretu Goya wybrał scenę z codziennego życia rodziny infanta. Również w tym portrecie Goya skupił się na wiernym i obiektywnym oddaniu fizjonomii postaci.

### Kompozycja
Goya przedstawia członków rodziny królewskiej w pozycji stojącej, rozmieszczonych w układzie przypominającym fryz, podobnie jak w Pannach dworskich. Układ postaci ma widoczny charakter dynastyczny. Osią centralną kompozycji jest postać królowej (u Velázqueza jest to infantka Małgorzata) i w jej kierunku zbiegają się osie pozostałych postaci umieszczonych na lewo i na prawo od niej. Maria Ludwika została przedstawiona jako płodna królowa-matka. W opiekuńczym geście obejmuje ramieniem jedenastoletnią córkę Marię Izabelę, a jednocześnie trzyma stojącego po jej lewej stronie małego Franciszka za rękę. Sześcioletni chłopiec trzyma również króla za rękę, przez co łączy królewską parę. Wprawdzie to królowa znajduje się w centrum obrazu, ale król i jego następca Ferdynand (po lewej stronie w niebieskim stroju) stoją w pierwszej linii, z jedną stopą lekko wysuniętą do przodu. Za Ferdynandem widać infanta Karola Marię Izydora, który lekko podtrzymuje starszego brata w talii i wydaje się chować za jego plecami. Młoda kobieta, której twarzy nie można rozpoznać to wyobrażenie przyszłej żony Ferdynanda VII, której w momencie powstania portretu jeszcze nie znano. Wybór małżonki następcy tronu oznaczający politycznie przymierze z jedną z rządzących dynastii był na tyle ważny, że nieznana jeszcze osoba została umieszczona na portrecie. Przedwczesne włączenie jej do obrazu miało także być zapewnieniem o spodziewanym przedłużeniu rodu, gwarantowanym dodatkowo przez syna w ramionach infantki Marii Ludwiki. Według innych źródeł, gdy powstawał obraz, narzeczoną księcia Asturii była księżniczka Karolina z Saksonii-Weimar. Na wszelki wypadek, gdyby do małżeństwa nie doszło, nie pokazano jednak jej twarzy. I – jak się okazało – słusznie, ponieważ w 1802 Ferdynand poślubił inną księżniczkę – Marię Antoniettę, córkę Ferdynanda I, króla Obojga Sycylii. Kiedy książę się ożenił, Goya miał odmówić domalowania twarzy jego żony argumentując, że nie lubi przemalowywać swoich dzieł.
Małżeństwo po prawej stronie to Ludwik Parmeński i infantka Maria Ludwika trzymająca w ramionach niemowlę – Karola Ludwika. Obecność dzieci dodatkowo podkreśla więzy rodzinne postaci. Rodzeństwo króla zostało umieszczone na dalszym planie. Starsza dama po lewej to infantka Maria Józefa, siostra Karola IV, która nigdy nie wyszła za mąż i spędziła całe życie na dworze ojca, a później brata. Po prawej za Karolem IV stoi jego brat Antoni i najstarsza córka króla Karolina Joachima, królowa Portugalii lub jej siostra Maria Amalia. Ani Karolina Joachima, ani Maria Amalia nie mogły pozować Goi. W czasie powstania portretu Karolina Joachima przebywała już poza granicami Hiszpanii, a Maria Amalia zmarła dwa lata wcześniej. Według Manueli Meny Goya otrzymał za zadanie namalowanie kompletnej rodziny królewskiej, łącznie z tymi członkami, którzy już zmarli, jak infantka Maria Amalia, i tymi, którzy jeszcze do niej nie dołączyli, tak jak przyszła żona infanta Ferdynanda.
Wydaje się, że większość postaci zwraca swój wzrok w jednym kierunku. Sugerowano, że spoglądają na niewidoczną na obrazie osobę Manuela Godoya, który swoją obecnością zakłóca pozowanie – a w domyśle również równowagę rodziny.
W tle widoczne są dwa obrazy o dużych rozmiarach. Dawniej uważano, że jeden z nich przedstawia motyw Lota i jego córek (kobiet zdominowanych przez seksualne żądze), co byłoby nawiązaniem do rozpasania dworu. Ta interpretacja, która wiąże się z uznaniem obrazu za karykaturę, kłóci się z pozycją Goi na dworze i licznymi powodami do wdzięczności, które miał wobec króla. W 2000 roku Prado zdecydowało się oczyścić portret; przeprowadzone prace pozwoliły stwierdzić, że oba obrazy w tle zostały wymyślone przez Goyę, gdyż w pałacu nie było podobnych dzieł. Obraz po lewej przedstawia scenę miłosną Herkulesa i Omfale, która przywołuje mitologiczne postaci półboga i królowej. Pejzaż po prawej, który przedstawiają bujną naturę z rzeką i morzem w oddali jest możliwą metaforą Nowego Świata.

### Fizjonomia
Krytycy sztuki często zarzucali Goi, że przedstawione przez niego postaci mają niepochlebny lub nawet karykaturalnie odrażający wygląd. Z pewnością przyczyniły się do tego opinie malarzy takich jak Théophile Gautier, który nazwał obraz „portretem właściciela narożnego sklepiku i jego małżonki”. Także odwiedzający Prado Auguste Renoir był zaskoczony obrazem i stwierdził, że „król wygląda jak karczmarz, a królowa jak szynkarka”.
W rzeczywistości Goya skupił się na fizjonomii postaci oddając ją w możliwie najwierniejszy sposób – efekt karykatury był przez malarza niezamierzony. Cechuje go surowy obiektywizm; nie ukrywa wieku przedstawionych postaci, obnaża ich niedoskonałości, ale ich nie wyolbrzymia. Zachowane szkice przygotowawcze do obrazu świadczą o tym, jak wielką wagę przywiązywał do drobiazgowego przedstawienia twarzy postaci, które miały odzwierciedlać ich charakter lub stan ducha. Jednak odrzucenie wszelkich udoskonaleń i korekt dało miejscami okrutny (jak w przypadku starej infantki Marii Józefy) rezultat. Takie przedstawienie może wywodzić się z tradycji hiszpańskiego portretu, gdzie fizjonomia portretowanych podlegała ścisłemu rygorowi. Jednym z najlepszych przykładów stosowania tej zasady w twórczości hiszpańskich malarzy jest Portret papieża Innocentego X Velázqueza.
W czasie powstawania portretu królowa miała już 48 lat, urodziła ponad dziesięcioro dzieci i straciła wszystkie zęby (co tłumaczy grymas zaciśniętych warg). Jej wizerunek odpowiada innym portretom z tej samej epoki, a rodzinny obraz został przez nią zaakceptowany, a nawet wysoko oceniony. Poza króla jest bardzo uroczysta, a wyraz twarzy wskazuje na jego dobrotliwy charakter, chociaż tępe, nieobecne spojrzenie (podobnie jak u stojącego za nim brata) nieuchronnie wyraża bezmyślność. Z drugiej strony Goya uchwycił dziecięcą niewinność małego Franciszka de Paula, nieśmiały charakter infanta Karola i dziewczęcą słodycz Marii Izabeli.

### Stroje

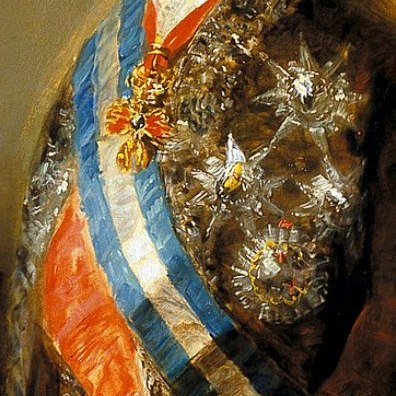
Odznaczenia Karola IV, fragment obrazu

Goya starał się zapewnić królewski i godny wygląd rodziny, podkreślając jednocześnie łagodny charakter panującego monarchy. Szczególną uwagę zwraca bogactwo strojów, klejnotów i orderów, które zdobią członków rodziny królewskiej. Zarówno damy, jak i kawalerowie noszą kosztowne szaty wykonane głównie z jedwabiu i aksamitu, według najnowszej mody i stylu empire. W przypadku króla jest to zdobiony frak w kolorze tabaki. Motywy z pokrytej brokatem sukni królowej są powtórzone na sukniach jej córki i innych dam. Mały Franciszek de Paula ma na sobie jednoczęściowy kostium w żywym czerwonym kolorze. Królowa oraz infantki Maria Izabela i Maria Amalia mają we włosach identyczną ozdobę w postaci złotej strzałki Kupidyna (zgodnie z francuską modą), podczas gdy u infantki Marii Ludwiki jest to półksiężyc. Wyróżnia się także nakrycie głowy infantki Marii Józefy wykonane z piór rajskiego ptaka, jej diamentowe kolczyki i wielka muszka przyklejona na skroni. Przedstawiane na obrazie klejnoty zostały najprawdopodobniej wykonane przez dworskiego jubilera, Francuza Leonarda Chopinota. Sama królowa zgromadziła słynną kolekcję biżuterii, która przewyższała wartością precjoza hiszpańskiej korony. Na obrazie Goi prezentuje efektowny naszyjnik z kamieni szlachetnych i ciężkie złote kolczyki.
Wszystkie kobiety noszą szarfę Orderu Dam Królowej Marii Ludwiki, a królowa i infantka Maria Ludwika dodatkowo Order cesarzowej Marii Teresy Habsburg przyznawany jedynie damom z rodzin królewskich. Na piersi króla widać francuski Order Ducha Świętego, neapolitański Order Świętego Januarego oraz hiszpański Order Karola III i zawieszony na szyi Order Złotego Runa, którego był wielkim mistrzem. Nosi również symbole czterech hiszpańskich zakonów rycerskich: Kalatrawy, Montesa, Alcántara i Santiago, a lewą dłoń opiera na zdobionej rękojeści szabli. Infanci Ferdynand i Antoni oraz książę Ludwik I Parmeński są udekorowani podobnie jak król. Mały Franciszek de Paula nosi Order Karola III, Order Złotego Runa i Order Św. Januarego, a niemowlę Karol Ludwik jedynie Order Karola III.

### Technika
Charakterystyczne jest użycie typowych dla Goi szybkich i pewnych pociągnięć pędzla, które według historyków zapowiadają impresjonizm. Impastowo nałożona farba imitująca odbłyski światła pozwala oddać jakości ubrań, odznaczeń i biżuterii – załamuje się na pięciu biało-niebieskich szarfach Orderu Karola III, rękojeściach szpad, ozdobach we włosach dam. Rozproszone światło podkreśla żywe kolory szat, ale nie dociera w głąb salonu pozostawiając obrazy na ścianie i artystę za sztalugami w cieniu. Goya osiągnął harmonię kolorów pomiędzy dominującym złotem a odcieniami brązu, żółci i silnymi akcentami czerwieni.

## Inspiracje

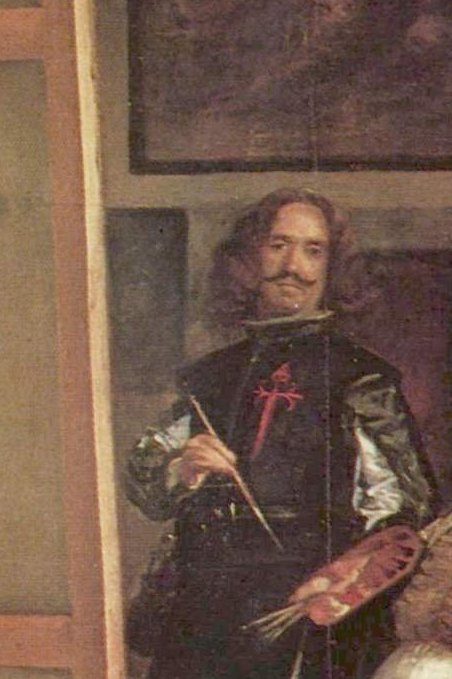
Velázquez za sztalugami, fragment Panien dworskich. W przeciwieństwie do Velázqueza Goya przedstawił się na dalszym planie, w cieniu portretowanych postaci

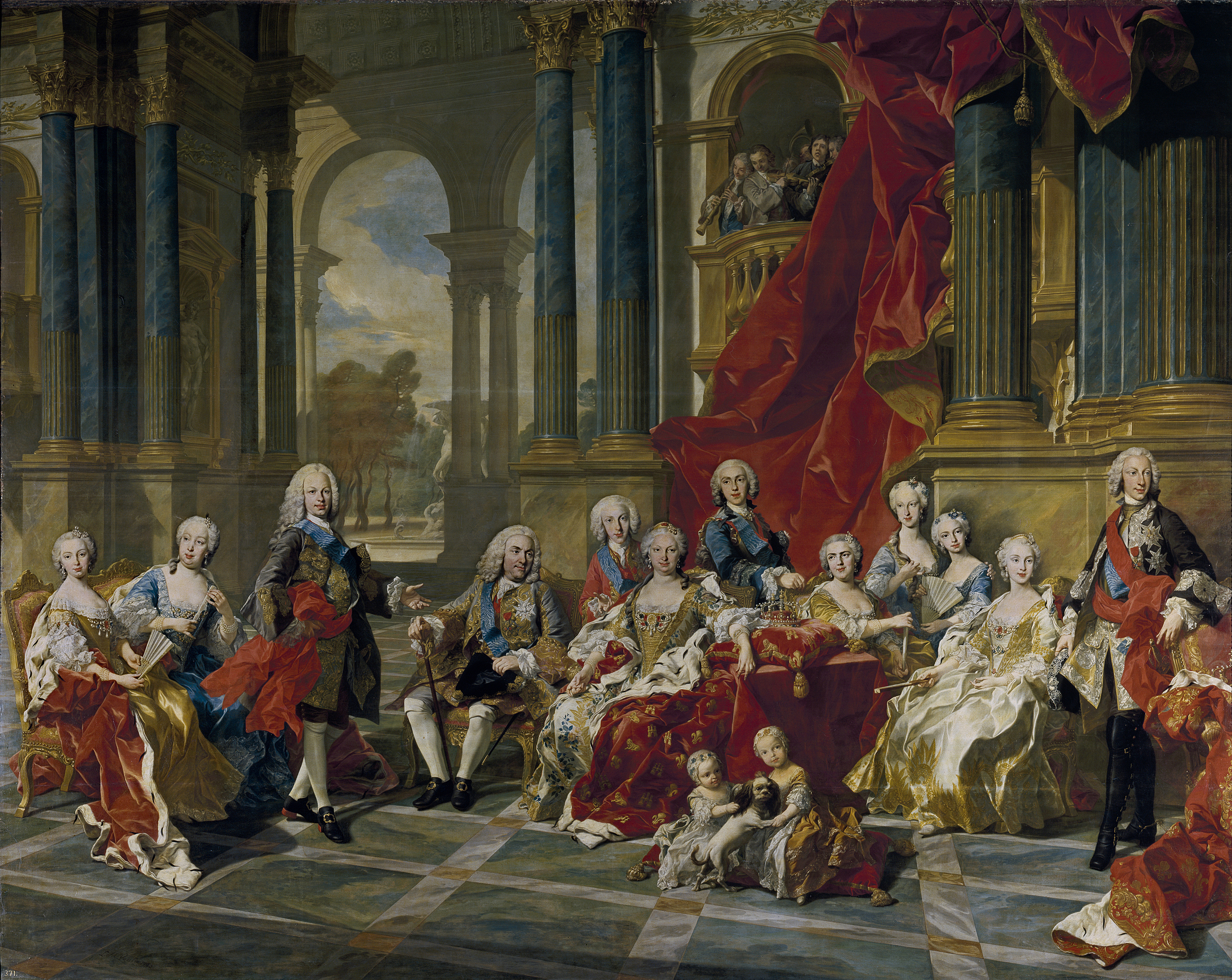
Rodzina Filipa V Louisa-Michela van Loo (1743)

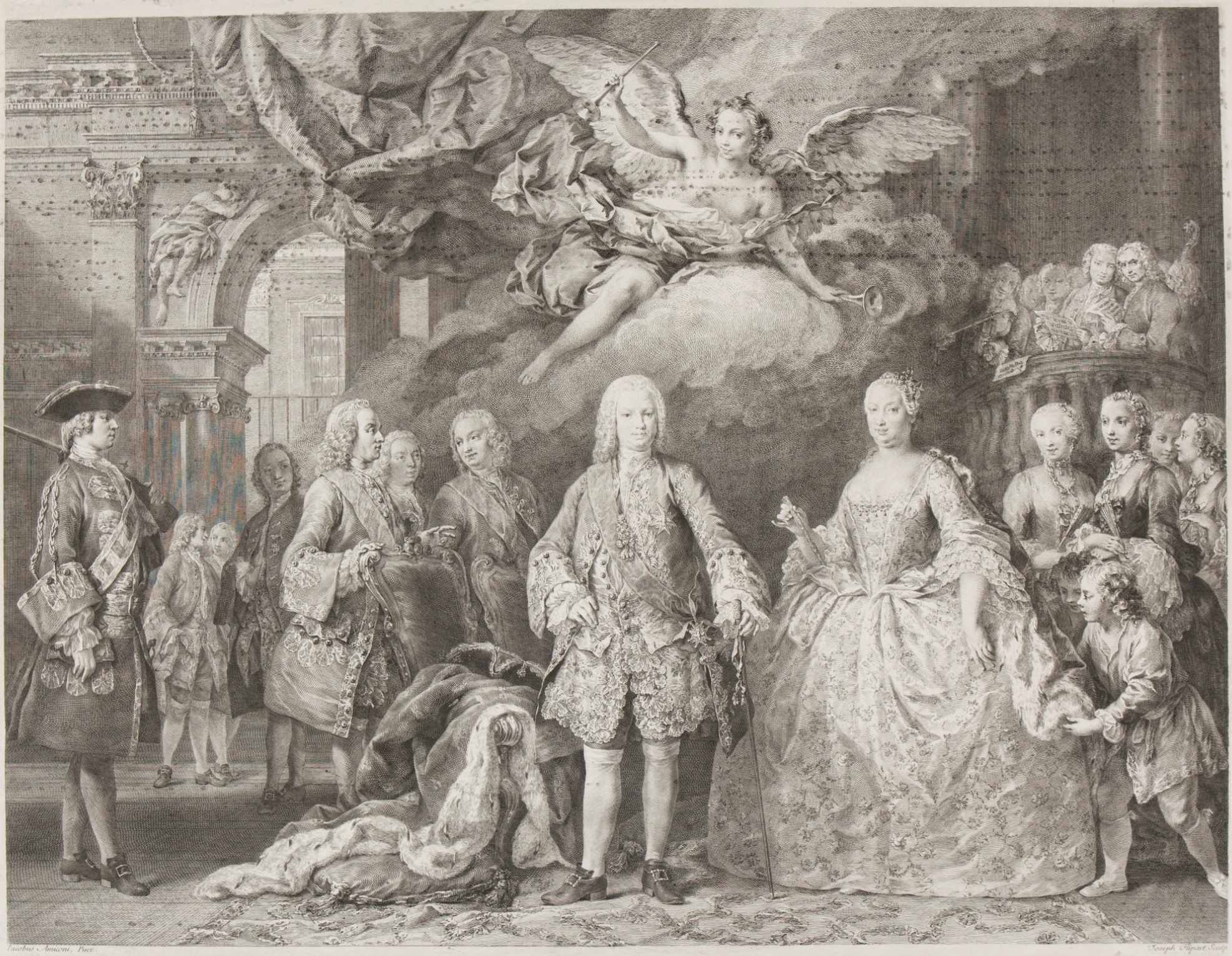
Ferdynand VI i Barbara Braganza ze swoim dworem, rycina wykonana na podstawie obrazu Jacopa Amigoniego, obecnie zaginionego

W Hiszpanii w czasach Goi, w przeciwieństwie do innych krajów, portret grupowy nie był często praktykowany. Zdarzało się, że malowano np. grupy darczyńców Kościoła w celu ich upamiętnienia. Do portretów zbiorowych można także zaliczyć złożone kompozycje takie jak Pogrzeb hrabiego Orgaza El Greca czy Adoracja Najświętszego Sakramentu przez Karola II Claudia Coello. Jednak jedynym przykładem zbiorowego portretu rodziny królewskiej namalowanego przez hiszpańskiego malarza były do czasów Goi Panny dworskie.

### Panny dworskie
Według Goi jego jedynymi mistrzami byli Velázquez, Rembrandt i natura. W 1778 roku otrzymał od króla zlecenie na wykonanie rycin powielających obrazy Velázqueza – była to dla niego okazja do wnikliwego studiowania prac artysty, którego podziwiał. W czasie powstawania królewskiego portretu Goya czuł się jeszcze bliżej związany z Velázquezem, gdyż podobnie jak on został mianowany nadwornym malarzem.
Rodzina Karola IV i Panny dworskie wykazują liczne podobieństwa, takie jak włączenie autoportretu malarza do kompozycji, czy obecność dwóch symetrycznie zawieszonych obrazów na ścianie w tle, a także liczne różnice. Brytyjski historyk sztuki Nigel Glendinning przypuszcza, że Goya umieścił samego siebie za wielkim płótnem na wzór Panien dworskich, aby oddać hołd Velázquezowi. Jednak w przeciwieństwie do niego Goya umieścił się na najdalszym planie, w cieniu swoich monarchów. Według Camona Aznara, Goya nie zdołał stworzyć równie złożonej gry światła i perspektyw jak Velázquez w Pannach Dworskich. Ograniczając przestrzeń wyeliminował także elementy barokowe, które posiadał obraz Velázqueza. Panny dworskie charakteryzuje oryginalny efekt iluzji i niedopowiedzenia czy zagadki stworzony poprzez odbicie pary królewskiej w lustrze oraz motyw pracującego malarza. Możliwe, że w wersji Goi lustro było ustawione w miejscu widza, naprzeciwko malarza i portretowanych osób. W ten sposób Goya, który znajduje się za plecami malowanych postaci, mógł faktycznie widzieć ich twarze i malować z tego miejsca. Ponadto, portretowana rodzina mogła jednocześnie obserwować siebie w lustrze i dokonywać bieżącej samooceny. W ten sposób portret Goi nie byłby wizją malarza, ale wyobrażeniem portretowanych osób o sobie samych.
Ograniczona i surowa przestrzeń Pałacu Królewskiego (Goya nie przedstawił żadnej z bogato zdobionych sal) nawiązuje do stanowiącego scenerię dla Panien Dworskich zniszczonego Alkazaru. Nawiązanie do obrazu Velázqueza miało również podkreślić związki dynastii habsburskiej i burbońskiej zasiadających na hiszpańskim tronie.

### Rodzina Filipa V
Rodzina Filipa V Van Loo była na hiszpańskim dworze Burbonów paradygmatem portretów grupowych. Ogromne płótno o wymiarach 408 × 520 cm zdobiło główny salon Pałacu Królewskiego w La Granja de San Ildefonso. Podobnie jak u Goi, obraz przedstawia pełną rodzinę królewską, której liczni członkowie świadczą o jej władzy. Charakterystyczna jest pełna przepychu dekoracja nadająca dziełu pompatyczny wyraz oraz wyidealizowane wizerunki członków rodziny królewskiej, mające na celu przybliżenie ich do ideału rasy i piękna. Te cechy zostały odrzucone przez Goyę, który ukazuje swoich monarchów w sposób bardziej ludzki, niemal zwyczajny.

### Ferdynand VI i Barbara Braganza ze swoim dworem
Goya z pewnością miał okazję obejrzeć obraz włoskiego malarza Jacopa Amigoniego Ferdynand VI i Barbara Braganza ze swoim dworem, który obecnie jest uznawany za zaginiony. Zachowała się jedynie wykonana na jego podstawie rycina, na której widzimy kompozycyjne podobieństwa z obrazem Goi. Królewska para została ustawiona w podobny sposób – w centrum obrazu z członkami rodziny i dworzanami po obu stronach. Zamiast potomstwa, którego para nie posiadała, pojawiają się damy dworu i ministrowie.

## Proweniencja
Obraz należał do prywatnej kolekcji Królewskiego Pałacu w Madrycie, gdzie po raz pierwszy został wymieniony w inwentarzu sporządzonym w 1814 roku. Decyzją króla Ferdynanda VII (który był jednym ze sportretowanych) w 1824 roku portret przeszedł do kolekcji niedawno założonego przez niego Muzeum Prado. W 1942 roku nadano mu numer katalogowy P00726. W tym samym roku pojawił się w spisie dzieł muzeum opublikowanym przez Francisca Javiera Sancheza Cantona, ówczesnego wicedyrektora Prado. Obecnie obraz jest wystawiony w sali nr 32 w budynku Prado zaprojektowanym przez Juana de Villanueva.